# 瓜里薩馬
14°55′N 86°20′W / 14.917°N 86.333°W
瓜里薩馬（西班牙語：Guarizama），是洪都拉斯的城鎮，位於該國西部，由奧科特佩克省負責管轄，始建於1901年1月11日，面積16.91平方公里，海拔高度755米，2001年人口6,658，人口密度每平方公里393.73人。